# 쌍절각
의령 쌍절각(宜寧 雙節閣)은 대한민국 경상남도 의령군 지정면 성산리에 있는, 임진왜란 당시 의병장으로 활약하다가 순절한 후지당 손인갑과 그의 아들 손약해의 충절을 기리는 정려(旌閭)이다.
1983년 7월 20일 경상남도의 문화재자료 제66호 보덕각(2018년 12월 20일 의령 보덕각으로 명칭변경)에 포함하여 지정되어 오다가, 2019년 5월 16일 해당 문화재를 소장하고 있는 관리자의 변경 요청에 따라 경상남도의 문화재자료 제656호 의령 쌍절각으로 분리(명칭변경)되었다.

## 개요
의령 보덕각 옆에 있는 임진왜란 당시 의병장으로 활약하다가 순절한 후지당 손인갑과 그의 아들 손약해의 충절을 기리는 정려(旌閭)이다.
당초 광해군 원년인 1609년에 지금의 봉수면 신현리에 세워졌던 것을 그 뒤 1943년 5월에 장군의 후손들이 이곳으로 옮겨온 것이다.

## 같이 보기
- 의령 보덕각 - 경상남도 문화재자료 제66호
- 손인갑

## 참고 문헌
- 쌍절각 - 국가유산청 국가유산포털